# Zillis
Zillis (toponimo tedesco; in romancio Ziràn, in italiano Zirano, desueto) è una frazione del comune svizzero di Zillis-Reischen, nella regione Viamala (Canton Grigioni).

## Storia
Già comune autonomo istituito nel 1851, nel 1875 è stato accorpato all'altro comune soppresso di Reischen per formare il nuovo comune di Zillis-Reischen.

## Monumenti e luoghi d'interesse
- Chiesa riformata di San Martino, eretta nell'VIII secolo e ricostruita nel 1130-1140[1].

## Infrastrutture e trasporti
Zillis è servito dall'uscita autostradale omonima sulla A13/E43.